# Не знам, не чух, не видях
„Не знам, не чух, не видях“ е български телевизионен игрален филм (драма, криминален) от 1984 година на режисьора Людмил Кирков, по сценарий на Свобода Бъчварова. Оператор е Димо Минов. Музиката във филма е композирана от Кирил Цибулка.

## Сюжет
Нощна София в средата на 80-те години. Автобус номер 108 извършва последния си курс към квартал Люлин. Кратко спречкване между пътници на спирката прераства в побой, който довежда до смъртта на единия от тях. Разследвайки жестокото престъпление, оперативните работници от криминалната милиция се сблъскват с хорското безразличие. Въпреки това, благодарение на упоритата работа на следователя Миланов и неговия помощник Колев, примката около наглите извършители на убийството постепенно се затяга.

## Любопитно
- Филмът е 5-ият от поредицата „Издирва се“[1].
- Работно заглавие на поредицата е „Досиетата“.
- Посвещава се на 40-годишнината от създаването на Народната милиция[2].
- Владимир Колев (в ролята на оперативен работник от милицията) не е професионален актьор, а известен бивш боксьор, който във филма е дублиран с гласа на Павел Поппандов.
- Снабдителят Кирчо е озвучен от режисьора на филма Людмил Кирков.
- Режисьорът на филма Людмил Кирков се появява за няколко секунди в кадър като свидетел на разправия между управителят на супермаркета и клиентка, която е обвинена в кражба.

## Актьорски състав
| В главните роли                            | Изпълнител                                        |
| ------------------------------------------ | ------------------------------------------------- |
| Миланов                                    | Стефан Мавродиев                                  |
| Колев                                      | Владимир Колев                                    |
| Василева                                   | Пламена Гетова                                    |
| Василев                                    | Банко Банков                                      |
| Атанас Добрев, управителят на супермаркета | Константин Цанев                                  |
| Христо – брат на Атанас                    | Симеон Алексиев                                   |
| Гергана Гергова                            | Мария Каварджикова                                |
| шофьорът на автобуса                       | Пламен Дончев                                     |
| човек в кафенето на супермаркета           | Людмил Кирков (не е посочен в надписите на филма) |
| старецът в кафенето на супермаркета        | Найчо Петров (не е посочен в надписите на филма)  |
| Свидетелка от блока                        | Люба Алексиева                                    |
| свидетел от блока                          | Георги Попов                                      |
| Жена от блока                              | Адриана Палюшева                                  |
| д-р Митов                                  | Петър Димов                                       |
| Служител в картотеката на болницата        | Иван Попов                                        |
| Диана                                      | Адриана Петрова                                   |
| Свидетелката от автобуса                   | Лилия Грънчарова                                  |